# باشگاه ورزشی طرابلس
باشگاه ورزشی طرابلس که با نام ای‌سی طرابلس یا به اختصار طرابلس نیز شناخته می‌شود، یک باشگاه فوتبال مستقر در طرابلس، لبنان است که در لیگ دسته دوم لبنان رقابت می‌کند و عمدتاً توسط جامعه مسلمانان سنی حمایت می‌شود.
این باشگاه که با نام انجمن ورزشی المجد تأسیس شد، در سال ۲۰۰۱ به باشگاه ورزشی المپیک بیروت تغییر نام داد و در فصل ۰۳–۲۰۰۲ دبل داخلی را به دست آورد. در سال ۲۰۰۵ آنها دوباره به عنوان ای‌سی طرابلس تأسیس شدند و جام حذفی لبنان را در فصل ۱۵–۲۰۱۴ به دست آوردند.